# Choi Choon-Ok
Choi Choon-Ok, född den 15 maj 1965, är en koreansk landhockeyspelare.
Hon tog OS-silver i damernas landhockeyturnering i samband med de olympiska landhockeytävlingarna 1988 i Seoul.